# 決戰三千髮絲
決戰三千髮絲 (Shear Genius)是美國Bravo電視台原創製作的一個有關髮型設計的競賽型實境節目。參賽者們會在每週的考驗中一一被淘汰直到最後的冠軍優勝者勝岀。本節目的主持人為賈桂林·史密斯（Jaclyn Smith）。
本節目目前已播出兩季，第1季於2007年4月至5月首播，而第2季在2008年6月至8月播出。第1季的常座評審包括Jaclyn Smith、Sally Hershberger及Michael Carl;第2季的常座評審為Kim Vo和Kelly Atterton。Rene Fris在節目中是髮型師的指導，她的角色就如決戰時裝伸展台（Project Runway）的提姆岡恩（Tim Gunn），為髮型師提供設計上的意見。
決戰三千髮絲在台灣由Discovery旅遊生活頻道播放，自2008年開始播放。

## 節目架構
"決戰三千髮絲"的節目架構幾近美國Bravo頻道的另外兩個實境節目決戰時裝伸展台與頂尖主廚大對決的結合。
節目每集有兩個考驗。第一個考驗: 熱身賽（Shortcut Challenge）通常不會淘汰髮型師（除了第1季第3集的熱身賽有淘汰參賽者），且考驗的題目多為髮型設計的技術性為依據。評審會在熱身賽排列名次，而優勝者可在淘汰賽中得到一些利益，如優先選擇模特兒和淘汰豁免權等。
第二個考驗是淘汰賽，髮型師須循考驗的題目在有限的時間內設計髮型。在完成設計後，模特兒會被上妝並穿上適當的服裝在伸展台上被評審。每集的評審皆為四位，包括三位常座評審及一位嘉賓客座評審。在模特兒展示完髮型後，評審會問髮型師一些問題並給髮型師說明設計的靈感及過程等。評審會在私下的會議後決定當集的優勝及將會被淘汰的設計師。在節目結束前，優勝的設計師會被主持人告知"Your work is Shear Genius."，且其設計的照片會在Allure榮譽榜的牆上展示。之後，當集表現較差的設計師會被主持人告知，而主持人會告訴被淘汰的設計師"This was your final cut."。
每個考驗都有時間的限制，如果考驗有購買其他所需的材料及用具的需要，髮型師也有預算上的限制。

## 各季簡介

### 第1季
決戰三千髮絲 (第1季)自2007年4月至5月首播。共有十二位髮型師爭取冠軍（Shear Genius）的頭銜。Anthony Morrison擊敗決賽髮型師Ben Mollin和Daisy Duchens成為第一季的冠軍。
"Tabatha's Salon Takeover"是決戰三千髮絲的副加特別節目 （spun off），由本季的第六名參賽者Tabatha Coffey主持。Tabatha會在"Tabatha's Salon Takeover"中以她直言不諱的作風指導其他人設計髮型。Tabatha也是本季觀眾票選最受歡迎髮型師並拿到10,000美元的奬金。

### 第2季
決戰三千髮絲 (第2季)於2008年6月至8月間首播。第二季的評審改由Kim Vo和Kelly Atterton評判代替第一季的Sally Hershberger及Michael Carl。本季的冠軍由Dee Adames奪得。她擊敗Charlie Price、Nicole Obert等十一名設計師成為本季的"天才魔髮師 (Shear Genius)"。
跟第一季一樣，美國Bravo頻道再次設置觀眾票選最受歡迎髮型師。本季的最受歡迎髮型師為第四名的Daniel Lewis。

## 站外聯結

### 英語網站
- 決戰三千髮絲（Shear Genius）的美國Bravo頻道官方網站
- 決戰三千髮絲（Shear Genius）網誌 （页面存档备份，存于）

### 中文網站
- Vogue雜誌、Discovery旅遊生活頻道 聯合官方網站